# Nyctiophylax rectus
Nyctiophylax rectus is een fossiele soort schietmot uit de familie Polycentropodidae.